# Juan Loyola
Juan Alberto Loyola Valbuena (Caracas, 9 de abril de 1952- Catia la Mar, 27 de abril de 1999), fue un poeta, escultor, pintor, fotógrafo, cineasta y performancista venezolano, considerado uno de los artistas controversiales y polifacéticos más importantes del país.

## Biografía
Loyola nació el 9 de abril de 1952, siendo hijo de Juan Luis Mario Loyola y Auristela Valbuena. Fue ganador del Salón Arturo Michelena del año 1983, con 31 años, en la mención de arte no convencional y el premio especial de Cine Super 8 de la VII edición del Festival Internacional de Video en Bruselas en el año 1990. Se destacó por ser un artista adelantado a su tiempo por aprovechar desechos, cartones , plásticos y muchos materiales en sus obras al igual que aquellos carros abandonados o mal llamados chatarras que pintaba con el tricolor nacional amarillo, azul y rojo, lo que lo convirtió en símbolos de protesta y arte urbano junto con piedras y árboles que también los pintaba dentro del territorio. 

“Una de las preocupaciones que yo tengo del arte es hacerlo algo colectivo, no algo individual, como se ha pretendido. Hay muchos intereses alrededor del arte sobre todo en nuestros países, donde se pretende que el arte sea algo banal y superficial, que responda a códigos de la estética y no de la ética, de la razón moral, de la cultura”.
 Juan Loyola 

Su legado esta cada día presente en su país por aquellos gritos de libertad con los que luchó y plasmó. En torno a su vida artística se le vetó en muchas galerías , museos y exposiciones negándole su participación de forma abierta solo por pensar diferente y decir verdades que un futuro le darían la razón.

“No estoy triste, ni amargado, ni desamparado. No tengo rabia ni odio. Siempre viví en emergencia. Renuncié a las galerías, a los museos, a los críticos y a todo ese circo, sólo por la palabra libertad, aunque esa libertad me costara más de la mitad de mi corazón“.
 Juan Loyola

Loyola falleció el 27 de abril de 1999 a causa de un infarto fulminante causado por una miocardiopatía dilatada congénita. Actualmente, los derechos sobre su obra, pertenecen a su sobrino Juan Miguel González Loyola.

## Exposiciones
1968
- Exposición Liceo “José María Vargas”. Municipio Vargas. Venezuela

1975
- Miembro fundador del Complejo Cultural "Rómulo Gallegos", en Porlamar.

1976
- Director del Movimiento Cultural “La Piel del Cangrejo”. Colectiva Plaza de los Pintores, Porlamar, Venezuela.
- I Salón Fondene, Isla Margarita, Venezuela.
- Colectiva Fundación Venezuela Joven, Isla de Margarita, Venezuela
- Individual Plaza de los Pintores Isla Margarita, Venezuela
- Colectiva Círculo Militar, Maracay, Venezuela.

1978
- Salón Pampatar, Isla Margarita, Venezuela
- IV Salón Fondene, Isla Margarita, Venezuela
- Colectiva Colegio de Periodistas, Barcelona, Venezuela.

1979
- Colectiva Galería “La Piel del Cangrejo”, Isla de Margarita, Venezuela.
- Colectiva Centro Cultural Tamarindo, La Asunción, Isla de Margarita, Venezuela.
- Colectiva de Vanguardia, Barcelona, Venezuela.

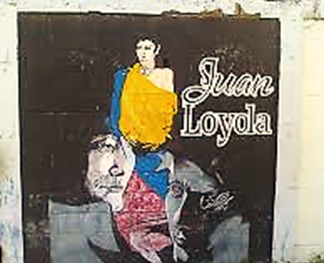
Juan Loyola Liceo Vargas

- IV Salón Nacional de Jóvenes Artistas, Caracas, Venezuela.
- Colectiva Galería “La Piel del Cangrejo”, Porlamar, Isla de Margarita, Venezuela.
- Galería “La Piel del Cangrejo”, Individual, Isla de Margarita, Venezuela.
- Galería “La Piel del Cangrejo”, Colectiva Auxilio, Isla de Margarita, Venezuela.
- Galería “La Piel del Cangrejo”: “Todos con Eladio Mujica”, Porlamar.
- Museo Biblioteca de Pampatar. IV Salón de Arte, Premio Fondene, Isla Margarita.

1980
- Exposición Individual San Tomé (Campo Norte), Estado Anzoátegui, Venezuela.
- Exposición Individual, Casa Nueva Esparta, El Tigre, Venezuela.
- Exposición Individual, Galería Escuela de Artes Plásticas "Eloy Palacios", Maturín, Edo Monagas, Venezuela.
- Coloquio de Arte no-objetal, Medellín, Colombia.
- Salón de Arte, Museo de Pampatar. Primer Premio de Dibujo, Isla Margarita, Venezuela.

1981
- Exposición Individual Galería Concreto. Casa de la Cultura. Ciudad Bolívar. Venezuela.
- Exposición individual. Consejo Municipal Distrito Díaz, Estado Nueva Esparta, Venezuela.
- Bienal de Jóvenes. Museo de Arte Contemporáneo, Caracas, Venezuela.
- Exposición Individual, Galería de Arte del Estado Sucre, Museo Ayacucho, Venezuela.
- Casa de la Cultura, Ciudad Bolívar, Venezuela.
- Casa Nueva Esparta, El Tigre, Estado Anzoátegui, Venezuela.
- Acción en Margarita, Museo de Arte Contemporáneo "Francisco Narváez", Isla Margarita, Venezuela.
- Bienal de Jóvenes Artistas, Museo Contemporáneo, Caracas, Venezuela.
- Contemporáneo de Caracas, Venezuela.
- Escuela de Artes Plásticas, Maturín, Venezuela.
- Museo Ayacucho, Cumaná, Venezuela.
- Bienal de Sâo Paulo, Brasil.

1982
- Museo de Arte Moderno de Río de Janeiro, Brasil.
- Museo Pinacoteca del Estado de Sâo Paulo, Brasil.
- Individual Galería “La Piel del Cangrejo”, Porlamar, Isla de Margarita, Venezuela.
- Encuentro no convencional, Maracay, Venezuela.

1983
- Centro Cultural Sâo Paulo, Brasil.
- Universidad Central de Quito, Ecuador.
- Festival Mundial de Cine Super 8, Cinemateca Nacional, Caracas, Venezuela, Mención Calidad.
- Propuesta de Arte Ecológico Isla de las Cabras, Brasil.
- Registro Fotográfico de Instalación Ecológica.
- "Volver a Nacer", Universidad San Denis, París, Francia.
- Salón Arturo Michelena, Valencia, Venezuela.
- Premio Nacional de Arte No-convencional.
- Juan Loyola Liceo VargasSalón Nacional de Jóvenes Artistas, La Guaira, Venezuela.
- Bienal de Sâo Paulo, Brasil.
- Centro Cultural Sâo Paulo, Brasil.
- Espacio Latinoamericano, París, Francia.
- Plane "K" Bruselas, Bélgica.
- Centro Jackes Fack, Bélgica.
- Arsenal, Alemania, Berlín.
- Puerto Rico, Festival Mundial Cine Super 8.
- Estados Unidos, Festival Mundial del Cine Super 8
- París, Francia Audio Pradif Improvisión
- Encuentro de Pintores Surorientales, Museo de Arte Cotemporáneo “Francisco Narváez”,  Porlamar, Isla de Margarita, Venezuela.
- Congreso Mundial de Críticos de Arte, Caracas, Venezuela.
- Bienal de Artes Visuales. Museo de Arte Contemporáneo Caracas, Venezuela.

1984
- Universidad de Quito, Ecuador.
- Museo Antropológico, Guayaquil, Ecuador.
- Universidad Simón Bolívar, Caracas, Venezuela.
- Centro Cultural SESC Pompéia, Sâo Paulo, Brasil.
- Universidad Santa Úrsula, Río de Janeiro, Brasil.
- Museo de Arte Contemporáneo “Francisco Narváez”, Isla de Margarita, Venezuela.
- Bienal di Venecia, Italia.
- Montecatini Festival, Italia.
- Foro Romano, Roma, Italia.
- Mestre instalación, Italia
- Pisa Performance, Italia. * La Casa de la América Latina, París, Francia. * Museo de Arte Contemporáneo “Francisco Narváez”, Porlamar, Isla de Margarita, Venezuela.
- Museo de Arte Moderno, Maracay, Venezuela.
- Museo la Rinconada, Salón Nacional dibujo y grabado, Caracas, Venezuela.
- “Saudade”, Museo de Arte Contemporáneo “Francisco Narváez”, Porlamar, Isla de Margarita, Venezuela.

1985
- "Espace Critique" Galería Diagonal París, Francia.
- Intervención Plaza Bolívar, Caracas, Venezuela.
- Museo “Antonio José de Sucre”, Cumaná, Venezuela
- Museo de Arte Contemporáneo, Caracas, Venezuela.
- Salón Nacional de Jóvenes Artistas, La Guaira, Venezuela.
- Museo la Rinconada, América y lo Real Maravilloso, Caracas, Venezuela.
- Bienal Internacional de Sâo Paulo, Brasil.
- Festival Internacional de Cine, Televisión y Video, Río de Janeiro, Brasil.
- Ateneo de Carúpano, Carúpano, Venezuela.
- Galería “El Galpón”, Porlamar, Isla de Margarita, Venezuela.
- Galería "G", Caracas, Venezuela.
- Galería "El Muro", Caracas, Venezuela.
- Salón Nacional, Fondene, Pampatar, Venezuela.

1986
- Espacios Cálidos, Ateneo de Caracas, Caracas, Venezuela.
- Galería Arquitecturarte, Caracas, Venezuela.
- Bienal de Venecia, Italia.
- Salón Nacional “Arturo Michelena”, Valencia, Venezuela.
- Bienal Internacional, La Habana, Cuba.

1987
- Centro Suizo, Caracas, Venezuela.
- Galería “Juan Alí Méndez Tovar”, Mérida, Venezuela.
- Individual Galería Antonia Arte: “Esperando a María Betania”, Caracas.
- Colectiva, Arte Andina a través de los tiempos. Espacio Cultural H. Sterm, Ipanema Río de Janeiro.
- XIX Bienal de Sâo Paulo, Brasil.
- Salón “Arturo Michelena”, Venezuela, Venezuela.
- Individual Galería 2817, Caracas, Venezuela.
- Individual Galería “El Galpón”, Isla de Margarita, Venezuela.

1988
- Individual Museo de Arte Moderno de Maracay, Venezuela.
- Salón Nacional Galería de Arte Nacional, Caracas, Venezuela.
- Salón Nacional Museo la Rinconada, Caracas, Venezuela.
- Colectiva Galería Clave, Caracas, Venezuela.
- Salón Aragua, Edo. Aragua, Venezuela
- Colectiva Artistas Venezolanos Contemporáneos Galería Teatro La Comedia, Caracas, Venezuela.
- Colectiva Expresiones del Arte Venezolano Actual, Galería la Germana, Ciudad Bolívar, Venezuela.

1989
- Bienal Mundial de Arte, Sâo Paulo
- Individual “Venezuela, entonces yo te escucho”. Embajada de Venezuela en Brasilia.
- Individual “Venezuela, entonces yo te escucho”. FUNARTE. Sâo Paulo, Brasil.
- Individual “Venezuela, entonces yo te escucho”. Galería Venezuela. Consulado general de Venezuela en Río de Janeiro, Brasil.
- Individual “Alfredo Sadel... entonces yo te escucho”. Gobernación de Caracas, Venezuela.

1990
- Individual Galería Artesano. Asunción, Paraguay.
- Acción Plástica: “Asalto por Dignidad a los Tribunales de Justicia y a las Oficinas del Congreso Nacional de la República de Venezuela”, Esquina de Pajaritos, Caracas, Venezuela.
- Festival Internacional de Cine y Video. Bruselas, Bélgica. Premio Especial del Jurado por Asalto a los Tribunales.
- Premio Especial del Festival por el Conjunto de Obras.
- Medalla de Oro de la Ciudad de Bruselas, Alcaldía de la Ciudad.

1991
- Gira Nacional Individual, Venezuela.
- Caracas, D.F La Floresta
- Isla de Margarita, Nueva Esparta.
- Cumaná, Estado Sucre.
- Maturín, Estado Monagas.
- Puerto Ordáz, San Félix, Ciudad Bolívar. Estado Bolívar.
- Puerto La Cruz, Estado Anzoátegui.

1992
- Individual, Caracas, "Espacio MAAL"

## Conferencias
1982
- Pinacoteca del Estado de Sâo Paulo, Brasil.

1984
- Universidad de Sâo Denis, París, Francia.
- Universidad de Londres, Inglaterra.
- Saint Martín School of Art Londres, Inglaterra.
- Universidad Santa Úrsula, Río de Janeiro, Brasil
- Sesc Pompeia, Sâo Paulo, Brasil.

1985
- Universidad Católica, Caracas, Venezuela.
- Escuela de Arte “Cristóbal Rojas”, Caracas, Venezuela.

1988
- Conferencias Universidad Católica Caracas.
- Universidad de Mayagüez, Puerto Rico.
- Escuela de Artes Plásticas de San Juan de Puerto Rico.
- Escuela de Cine Cotrain, Caracas, Venezuela.

1989
- Casa de la Cultura de América Latina, Brasilia, Brasil.
- Facultad de Artes de Brasilia, Brasil.
- Universidad de Sâo Paulo, Facultad de Arquitectura, Brasil.

1990
- Fundación Libre, Buenos Aires, Argentina.
- Centro Cultural Bernardino Rivadavia. Rosario, Argentina.
- Centro Paraguayo-Japonés. Asunción. Paraguay. 1990.
- Escuela de Artes Plásticas “Cristóbal Rojas”, Caracas, Venezuela.